# El Risitas
Juan Joya Borja známý jako el Risitas (* 5. dubna 1956 Sevilla – 28. dubna 2021 Sevilla) byl španělský herec a komik známý z pořadů Jesúse Quintera a také z filmů Hloupá ruka zákona. Díky svému ikonickému smíchu se proslavil jako mem.

## Biografie
Narodil se v Seville. Během svého života se věnoval mnoha různým činnostem, pracoval jako číšník či pomocný dělník na stavbě. Slávu si získal poté, co se objevil v roce 2000 v programu Jesúse Quintera El Vagamundo, kde vystupoval s El Peítem. V pořadu vyprávěl své životní příběhy humornou formou. Jeho nakažlivý smích a občas hůře srozumitelná mluva (měl totiž silný andaluský přízvuk a chybělo mu mnoho zubů) z něj udělaly známou osobnost.
Zemřel 28. dubna 2021 ve fakultní nemocnici Virgen del Rocío v Seville. Bylo mu 65 let.

## Meme
V roce 2007 se El Risitas objevil v televizní talkshow Ratones Coloraos, kde vyprávěl historku z doby, kdy pracoval jako výpomoc v kuchyni. Popsal, že dal pánve na noc do moře, aby se odmočily a umyly, a když se ráno za přílivu vrátil, aby je vzal, našel jen jednu pánev, a to jen díky tomu, že se zasekla mezi kameny u majáku. Jeho mluvený projev několikrát přerušil jeho smích, který byl krátce potom nahrán na YouTube.
Původní video bylo několikrát parodováno falešnými titulky, a to i v češtině, například v kontextu přijímaček na střední školy v roce 2022.
V roce 2019 se na Twitchi objevilo emoji KEKW, které vyobrazuje jeho přiblížený obličej. Po jeho úmrtí v roce 2021 Twitch KEKW emoji dočasně zakázal, aby projevil umělci úctu.